# توماس ازيفيدو
توماس ازيفيدو (31 أغسطس 1991 في بلجيكا - ) هو لاعب كرة قدم بلجيكي في مركز الوسط. لعب مع آود هيفرلي لوفين وغو أهد إيغلز ولوميل يونايتد.

## روابط خارجية
- توماس ازيفيدو على موقع قاعدة بيانات كرة القدم.إي يو (الإنجليزية)
- توماس ازيفيدو على موقع Soccerway.com (الإنجليزية)